# دهستان باغ کمش
دهستان باغ کمش یکی از دهستان‌های بخش مرکزی شهرستان پردیس در استان تهران ایران است.

## جمعیت
براساس سرشماری مرکز آمار ایران در سال ۱۳۹۵، جمعیت این دهستان برابر با ۳،۲۶۲ نفر بوده‌است.